# Johannes Vollmer

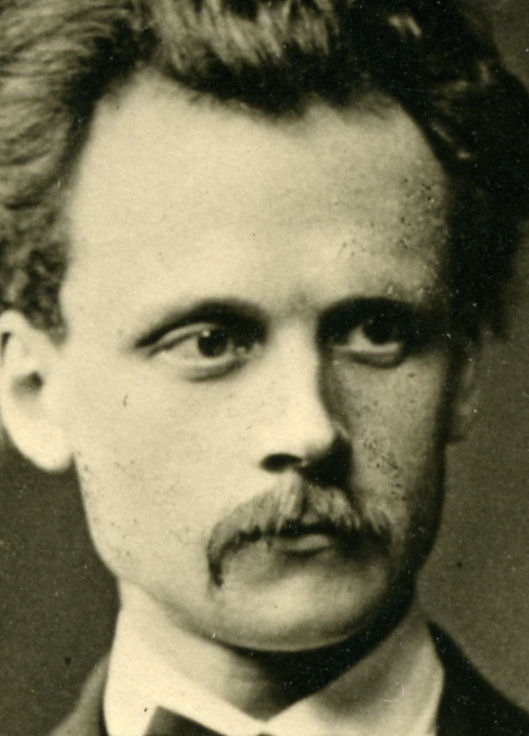
Johannes Vollmer, 1874

Johannes Vollmer (* 30. Januar 1845 in Hamburg; † 8. Mai 1920 in Lübeck) war ein deutscher Architekt und Hochschullehrer, der vor allem durch evangelische Kirchenbauten in ganz Deutschland bekannt wurde.

## Leben und Werk
Johannes Vollmer kam als zweites Kind des Hamburger Marinemalers und Grafikers Adolph Friedrich Vollmer (1806–1875) und dessen Ehefrau Auguste Amale Behrmann (1815–1855) zur Welt. Im Alter von zehn Jahren verlor er seine Mutter; Julie de la Camp (1829–1896) wurde seine und seiner vier Geschwister Stiefmutter.

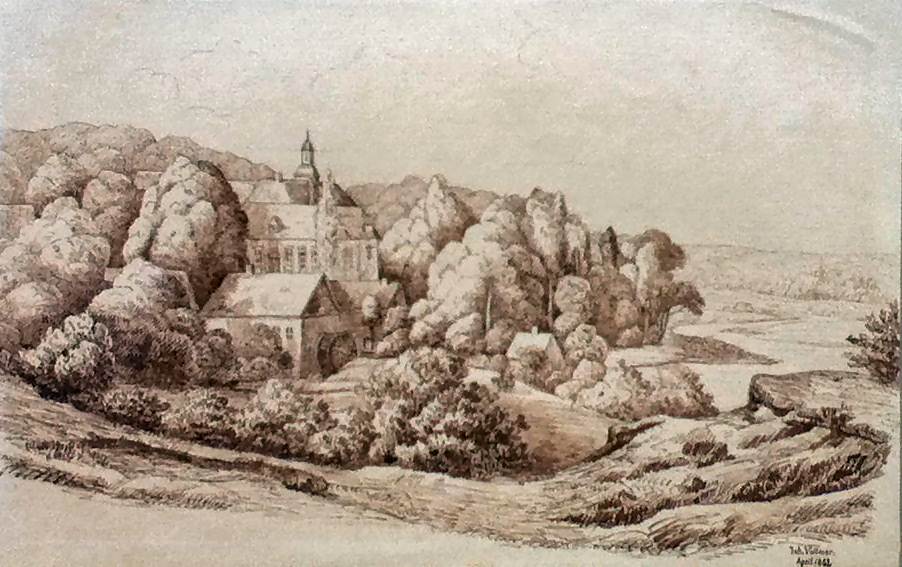
Schloss Reinbek bei Hamburg, 1862; Federzeichnung des
17-jährigen Johannes

Nach einer Maurerlehre in Hamburg studierte Vollmer an der Technischen Hochschule Hannover insbesondere mittelalterliche Bauformen unter Conrad Wilhelm Hase (1818–1902), dem Gründer der Hannoverschen Architekturschule, die sich durch eine Hinwendung zur Neugotik auszeichnete. 1869 folgte Vollmer Johannes Otzen, den er in Hannover kennenlernte und sich mit ihm anfreundete, nach Berlin als Mitarbeiter in dessen Baugesellschaft und später als sein Assistent für das Fach des Backsteinbaus an der Technischen Hochschule Charlottenburg. Nach Otzens Rücktritt 1885 wurden Vollmer dessen Vorlesungen übertragen. Vollmer gehörte dem Lehrkörper bis zu seinem Ausscheiden 1904 an.
Als Mitarbeiter in Otzens Architekturbüro bis Ende der 1870er Jahre führte Vollmer mit der Reformierten Kirche Bremen-Blumenthal seinen ersten selbständigen Bau aus. Danach folgten zahlreiche Kirchenbauten in Deutschland, in der Schweiz und Südtirol, sowie die Berliner Bahnhöfe Friedrichstraße und Hackescher Markt (ursprünglich Börse genannt). Im Zentrum seiner Tätigkeit blieb jedoch der evangelische Kirchenbau, zu dessen Berliner Hauptvertretern er neben Otzen und Max Spitta gehörte. In diese Schaffensphase fiel auch die 1892–1895 erbaute Kaiser-Friedrich-Gedächtniskirche am Berliner Tiergarten, die als sein „wohl bestgelungenes Werk“ gerühmt wurde.

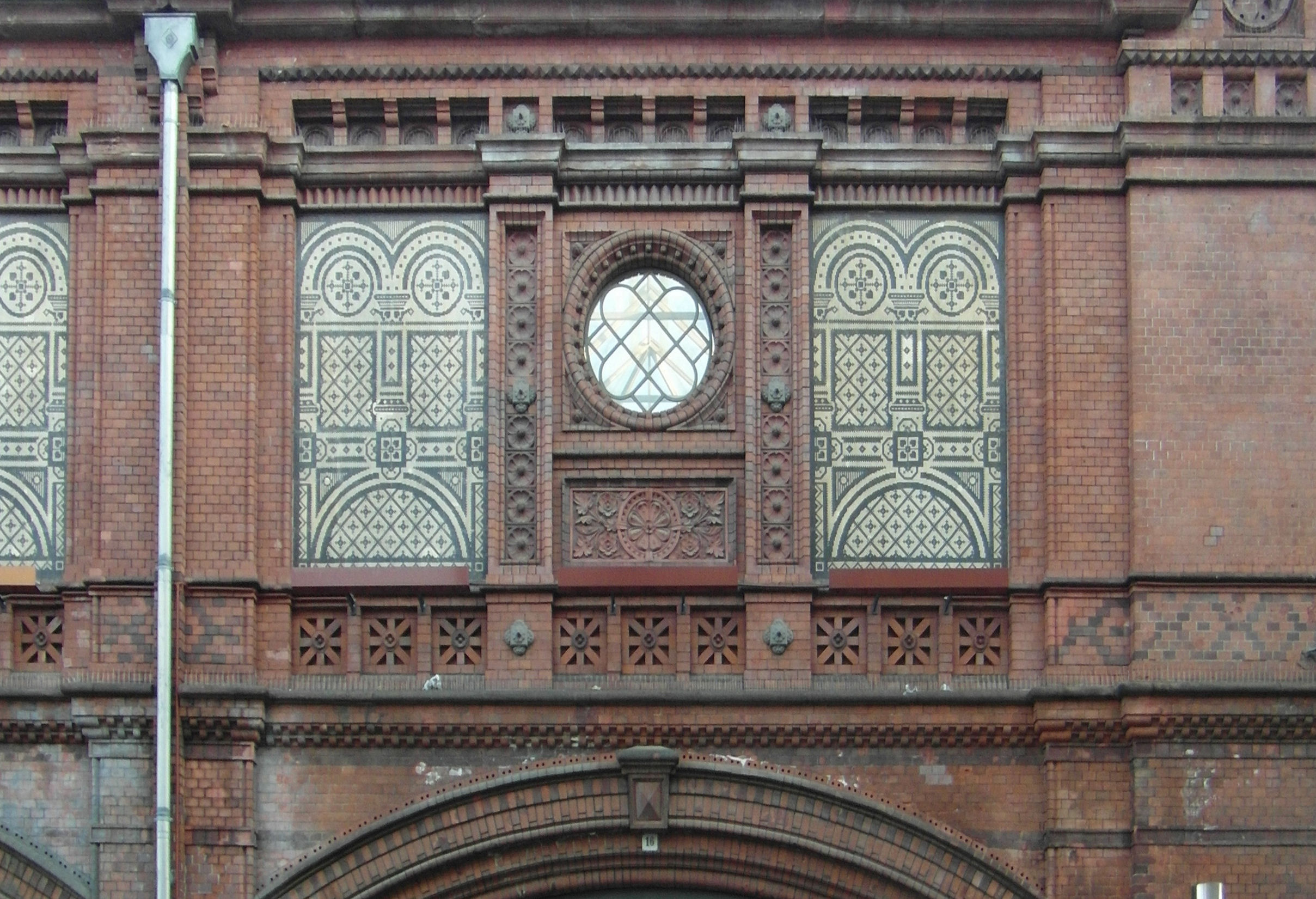
Detail der Nordfassade des Berliner S-Bahnhofs Hackescher Markt

Im Jahr 1896 verband sich Vollmer mit seinem Assistenten an der Technischen Hochschule, Heinrich Jassoy, zur Architektengemeinschaft Vollmer & Jassoy, nachdem beide bereits 1891/1892 die Kapelle auf dem Luisenfriedhof gemeinsam ausgeführt hatten. In die Zeit ihrer neunjährigen Zusammenarbeit fallen unter anderen die Trinitatiskirche in Berlin-Charlottenburg, das Kurhaus in Westerland (Sylt) und das Bauensemble der Christuskirche mit dem angrenzenden Kreishaus in Koblenz. 1899 erhielten beide auf der Großen Berliner Kunstausstellung eine kleine Goldmedaille. Die Sozietät wurde im Dezember 1904 aufgelöst, nachdem Jassoy eine Berufung als Professor an die Technische Hochschule Stuttgart erhalten hatte. Vollmer zog 1905 nach Lübeck, beteiligte sich aber weiterhin an Wettbewerben und führte den Bau der Heiligen-Geist-Kirche in Rostock aus.
Johannes Vollmer heiratete 1874 Clara Elisabeth Duncker (1849–1943), Enkelin des Hamburger Kaufmanns Johann Wilhelm Duncker sen. und mütterlicherseits Enkelin des Arztes und politischen Publizisten Johann Georg Kerner. Unter ihren vier Kindern sind Hans Vollmer, Kunsthistoriker und langjähriger Bearbeiter und Herausgeber der Standard-Künstlerlexika Allgemeines Lexikon der Bildenden Künstler von der Antike bis zur Gegenwart und Allgemeines Lexikon der bildenden Künstler des XX. Jahrhunderts, sowie der Maler und Plastiker Erwin Vollmer zu erwähnen.

## Stilentwicklung der Kirchenbauten
Das Eisenacher Regulativ von 1861 forderte den Anschluss an mittelalterliche Bauformen zur Gestaltung protestantischer Kirchenbauten in Deutschland. Im Rahmen dieser Vorschriften bevorzugte Vollmer in seinen Backsteinbauten die strengen Formen der „Frühgotik“ (Bremen-Blumenthal, Trinitatis), die den Grundsatz der Einfachheit der protestantischen Kirchen bewahren. Die Heilbronner Friedenskirche charakterisiert ein „Übergangsstil“ mit romanisierenden Radfenstern und gelängten gotisierenden Rundbogenfenstern. Nach der Überwindung des Regulativs durch das Wiesbadener Programm knüpften Vollmers Hausteinbauten um die Jahrhundertwende an Formen der Profanbaukunst der deutschen Renaissance des 16. Jahrhunderts an, so etwa die Kirchen in Zürich und Grottau an dessen frühe Phase, die Lutherkirche in Bonn an die „entwickelte Phase“ der deutschen Hochrenaissance, während die Kölner Lutherkirche sich an deren zum Barocken neigenden Spätphase anlehnt.

## Werkverzeichnis
Chronologische Übersicht der ausgeführten Bauten.

### Privatbauten
(Planung | Ausführung)
1. 1897–1900: Villa Knorr in Heilbronn (Vollmer & Jassoy)[10]
2. 1898/99: Atelier des Bildhauers Otto Lessing in Berlin-Grunewald (Vollmer & Jassoy); Abbildung: Teilansicht:
3. 1904/05: Eigenes Wohnhaus in Lübeck, Curtiusstraße 4 (im Krieg unbeschädigt); Abbildung: Ansicht 1905[11]

### Öffentliche Bauten

#### Profanbauten
(Planung | Ausführung)
1. 1878–1882: Bahnhof Friedrichstraße (1914–1925 erweitert); Abbildung: Baupläne: Bau der Bahnhofshalle 1881: Die alte Bahnhofshalle vor dem Umbau:
2. 1878–1882: Bahnhof Hackescher Markt (fast unverändert erhalten); Abbildung: Baupläne: und; Ansicht von 1882:
3. um 1885[12]|1889: Kaiser-Karl-Brunnen auf dem Alten Hamburger Fischmarkt (mit Bildhauer Engelbert Peiffer, Statue Karls des Großen im Ersten Weltkrieg eingeschmolzen, 1926 durch Kopie ersetzt, Brunnen 1940 oder 1941 abgebaut, Statue Karls des Großen später vor der St.-Ansgar-Kirche in der Hamburger Neustadt neu aufgestellt)[13]
4. 1895 | 1899–1905: Stuttgarter Rathaus (Vollmer & Jassoy, 1944 zerstört, 1956 Neubau, Teile der alten Fassade unter moderner Verkleidung erhalten[14])[15]
5. 1896 | 1896–1898: Kurhaus in Westerland (Sylt) (Vollmer & Jassoy,[16] spätere Veränderungen am äußeren Bau: Vergrößerung der Fenster, Beseitigung der Galerie etc.)[17]
6. um 1897: Restaurierung des Alten Rathauses in Heilbronn (Vollmer & Jassoy, 1944 zerstört, nur Außenarchitektur des Hauptbaus wiederhergestellt, angrenzende Flügel durch Neubau ersetzt)[18]
7. 1901–1905: Kreishaus in Koblenz (Vollmer & Jassoy, zusammen mit der Christuskirche als architektonische Gruppe entworfen; 1978 abgerissen und durch modernen Neubau ersetzt); Abbildung: Ansicht 1905:

#### Kirchbauten

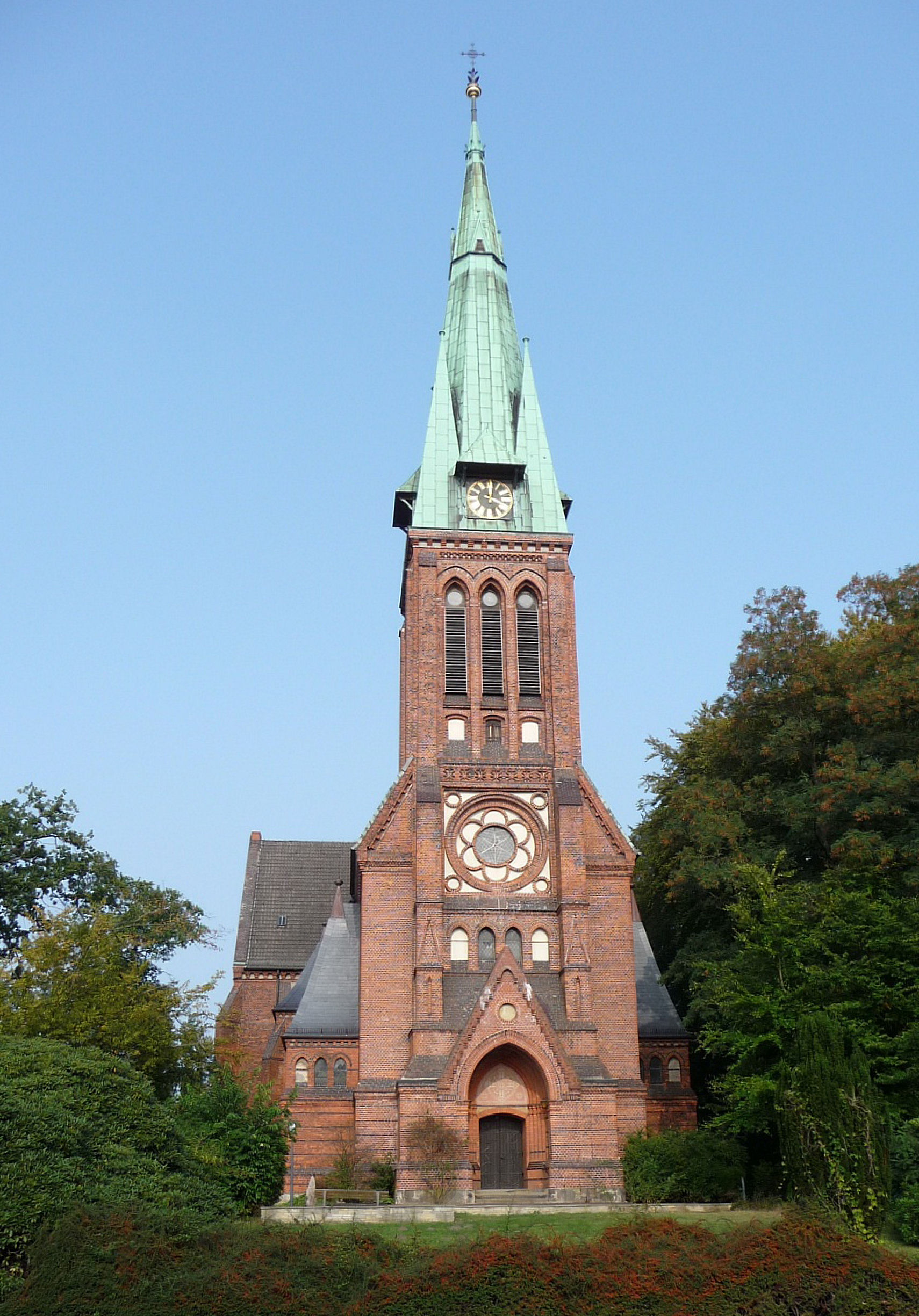
Evang.-reform. Kirche in Bremen-Blumenthal (1876–1879)
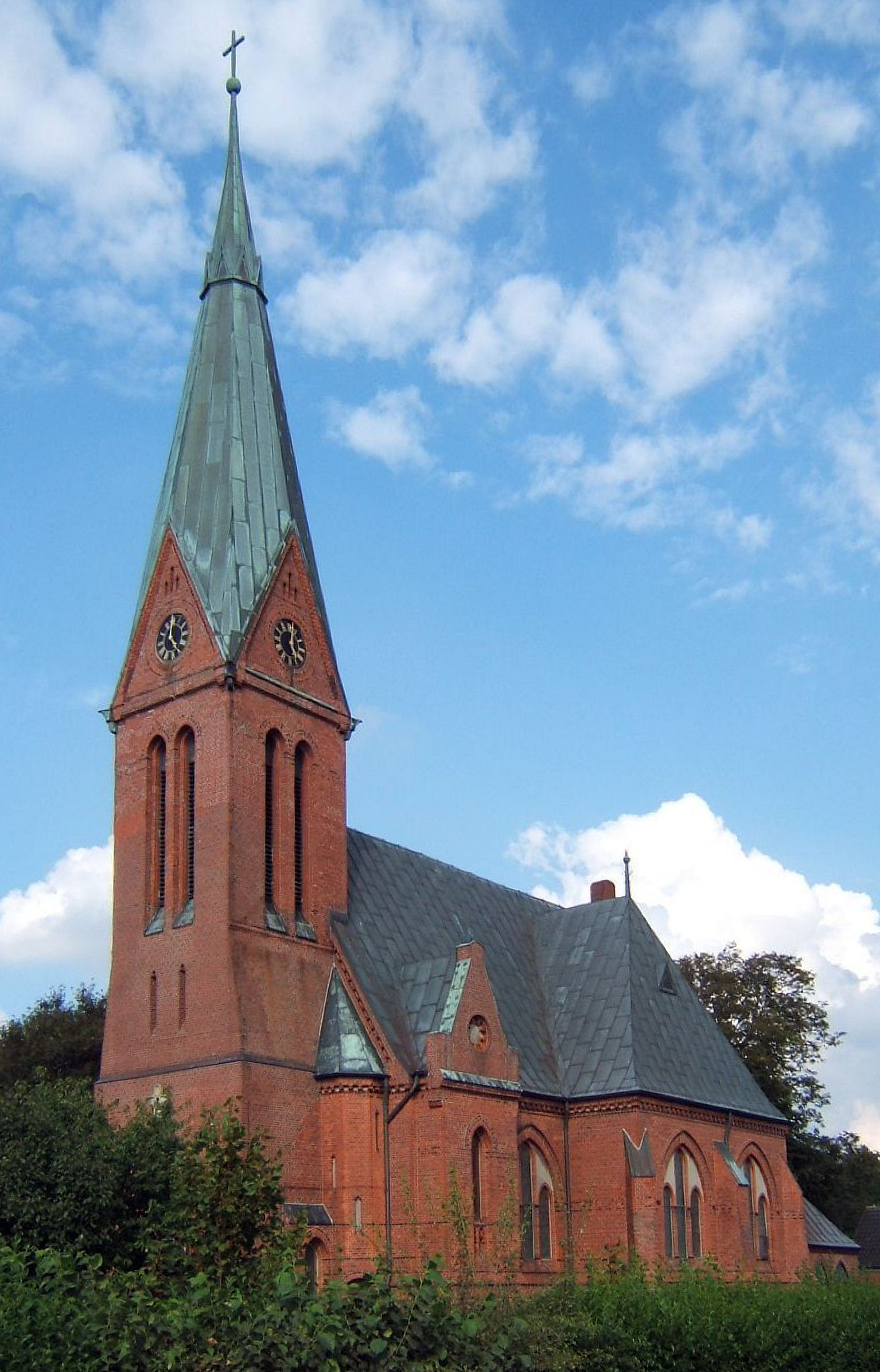
Evang.-luth. Dorfkirche in Kronprinzenkoog (1880–1883)
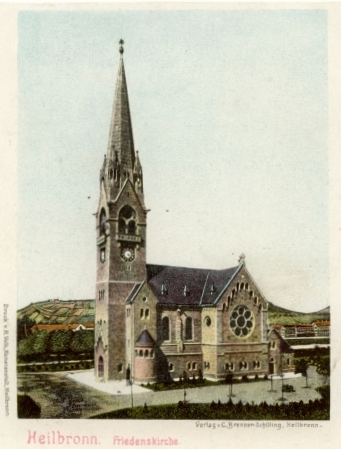
Friedenskirche in Heilbronn (1890–1899)
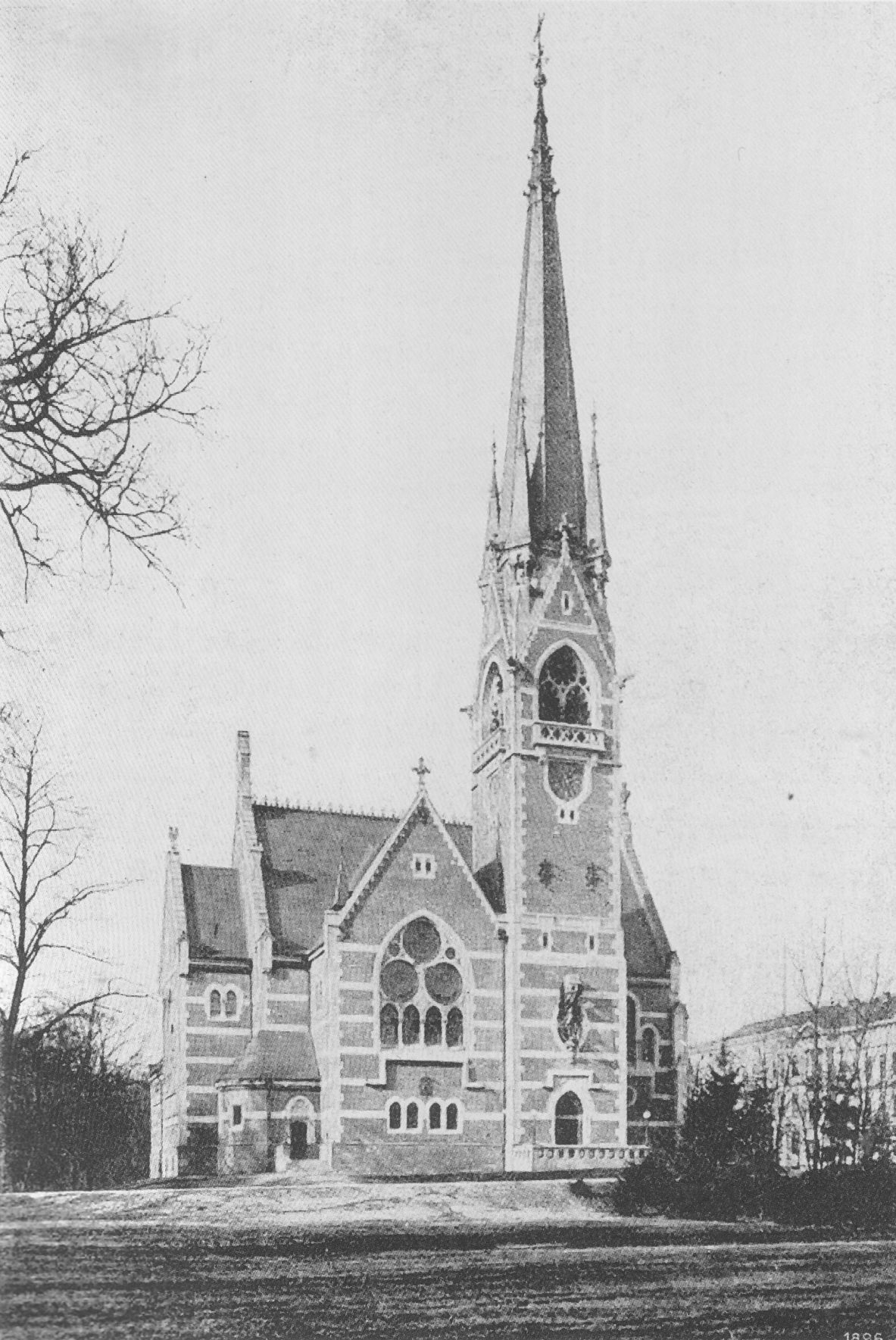
Kaiser-Friedrich-Gedächtniskirche in Berlin-Tiergarten (1892–1895)
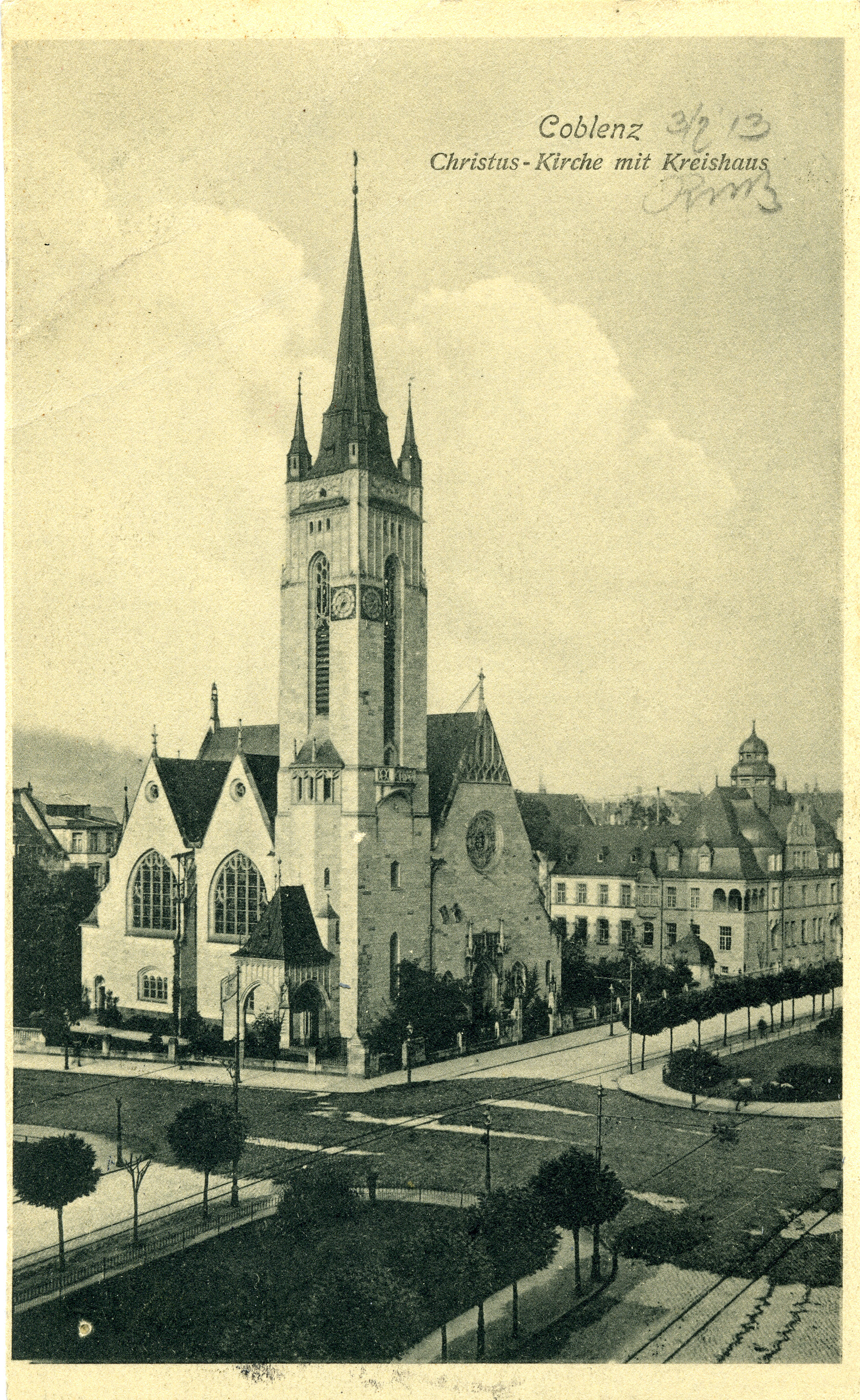
Christuskirche und Kreishaus in Koblenz (1901–1905)
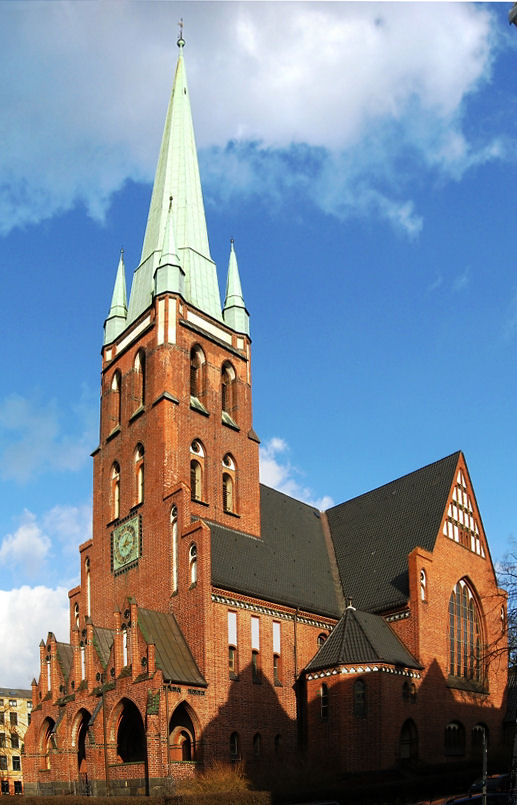
Heilig-Geist-Kirche in Rostock (1905–1908)

(Planung | Ausführung)
1. 1876 | 1877–1879: Evangelisch-reformierte Kirche in Bremen-Blumenthal (äußerlich nahezu unverändert erhalten, innen Neuanstrich, der das konstruktive Gerüst hervorhebt)
2. 1880 | 1882–1883: Evangelisch-lutherische Dorfkirche in Kronprinzenkoog (im Krieg unbeschädigt, äußerlich mit kleineren Veränderungen erhalten)
3. 1882 | 1883–1885: Evangelische Christuskirche in Meran (nahezu unverändert erhalten)
4. 1882 | 1883–1885: Friedenskirche in Hamburg-Eilbek (nach Generalplan von Johannes Otzen, 1943 beschädigt, Wiederherstellung 1954/1960, dabei innen weitgehend umgebaut, Turmkrone und Giebel mit starken Veränderungen); Abbildung: ursprünglicher Bau / Heutiger Zustand
5. 1884 | 1885–1887: St.-Leonhards-Kirche in St. Gallen (Entwurf von Vollmer, Ausführungsplanung und Bauleitung durch den St. Galler Architekten Ferdinand Wachter, mit geringfügigen Veränderungen erhalten)
6. 1885 | 1886: Martinskirche in Hamburg-Horn (im Krieg unbeschädigt, 1954 Erneuerungsarbeiten nach Brand)
7. 1887 | 1889–1890: Evangelische Kirche in Bad Ragaz (Entwurf von Vollmer, Bauleitung durch den St. Galler Architekten Ferdinand Wachter, äußerlich unverändert erhalten)
8. 1890/1891 | 1895–1899: evangelische Friedenskirche in Heilbronn (1944 zerstört, 1952 Sprengung der Ruine; kein Neubau)
9. 1891 | 1891–1892: Kapelle auf dem Luisenfriedhof III in Berlin-Charlottenburg (mit Jassoy, im Krieg unbeschädigt, in den 1970er Jahren Anbauten und Entfernung des Dachreiters); Abbildung: Ansicht 1895:
10. 1892 | 1892–1895: Kaiser-Friedrich-Gedächtniskirche in Berlin-Tiergarten (1943 zerstört, Reste 1953/1954 gesprengt, 1957 moderner Neubau); Abbildung: Alte Kirche (1896) / Ruine (1949) / Neubau (1955–1958):
11. 1892 | 1893–1895: Johanneskirche in Dortmund (1943 zerstört, Rest des Turms mit modernem Neubau des Kirchenschiffes verbunden); Abbildung: Alte Kirche / Neubau[19]
12. 1892 | 1894–1895: Reformierte Kirche in Rheinfelden (Kanton Aargau, Schweiz) (spätere Veränderungen: Walmdach und Turmuhren wurden hinzugefügt; innere Ausstattung neu); Abbildung: ursprünglicher Bau / Heutiger Zustand
13. 1896 | 1896–1897: Wichernkapelle in Berlin-Hakenfelde (Vollmer & Jassoy, mehrmaliger Standortwechsel, gut erhalten, Innenausstattung modern)
14. 1896 | 1896–1898: Evangelische Trinitatiskirche in Berlin-Charlottenburg (Vollmer & Jassoy, 1943 und 1945 teilweise schwer beschädigt, 1951–1955 leicht veränderter Wiederaufbau, 1960–1970 Neugestaltung des Innenraums); Abbildung: Außenansicht (1899, 1907) / Innenansicht (1957):
15. 1897 | 1899–1901: Evangelisch-reformierte St.-Jakobs-Kirche in Zürich-Aussersihl (Vollmer & Jassoy, außen fast unverändert erhalten, innen 1938 renoviert)
16. 1899–1900: Erneuerung der im 14. Jahrhundert erbauten Nikolaikirche in Heilbronn (Vollmer & Jassoy,[20] 1944 zerstört, ab 1951 verändert wieder aufgebaut); Abbildung: Ruine (1944–1951) / Wiederaufbau nach 1951:
17. 1900 | 1900–1903: Evangelisch-unierte Lutherkirche in Bonn-Poppelsdorf (Vollmer & Jassoy, im Krieg fast unbeschädigt, in nahezu ursprünglichem Zustand erhalten); Abbildung: Ansicht um 1905[21]
18. 1900 | 1900–1901: Evangelische Friedenskirche in Grottau (Böhmen) (heute: Hrádek nad Nisou, Tschechische Republik) (Vollmer & Jassoy, nahezu unverändert erhalten);
19. 1901 | 1901–1904: Evangelische Christuskirche in Koblenz (Vollmer & Jassoy, zusammen mit dem angrenzenden Kreishaus als architektonische Gruppe entworfen; 1944 zerstört, 1951–1957 verändert wieder aufgebaut); Abbildung: Alte Kirche (1933/1944) / Ruine (1950):
20. 1901 | 1904–1906: Evangelische Lutherkirche in Köln (Vollmer & Jassoy, 1944 zerstört, aufbaufähiges Kirchenschiff 1958 abgerissen, Turm bis auf Sockelgeschoss abgetragen und darüber ein schlichter kubischer flachgedeckter Turm errichtet, neues Kirchenschiff einige Meter versetzt 1964 neu entstanden); Abbildung: Ansicht 1907: von Südosten / von Nordosten
21. 1905 | 1905–1908: Heiligen-Geist-Kirche in Rostock (im Krieg unbeschädigt, Dachreiter 1967 abgebrochen, innen 1980 neu gestaltet)